# Cave de Lugny
La Cave de Lugny est une coopérative viticole située à Lugny, en Haut-Mâconnais, dans le département de Saône-et-Loire, en France.
Le nom complet de cette société est : Société coopérative vinicole Lugny « L'Aurore ».
Cette coopérative s'est hissée à la première place des producteurs de vin de Bourgogne, représentant à elle seule quelque 6 % du volume de production pour les vins en appellation d'origine contrôlée (30 % des seuls vins produits dans le vignoble de Mâcon).

## Description
S'appuyant sur trois chais dédiés à la vinification et à l'élevage des vins (à Lugny, ainsi qu'à Chardonnay et à Saint-Gengoux-de-Scissé), la cave coopérative de Lugny est, près d'un siècle après sa fondation, la plus importante de Bourgogne (et l’une des trois premières de France) en vins d'appellation d'origine contrôlée avec, en 2024 :
- 1 237 hectares exploités (dont 1 100 plantés en chardonnay) ;
- 191 exploitations concernées ;
- une vendange provenant de vignes réparties sur 26 communes, essentiellement en Haut-Mâconnais mais aussi en Tournugeois et en Clunisois ;
- 20 appellations produites ;
- une récolte 2023 de 84 500 hectolitres[2] (en 2015 : 93 231 hectolitres) ;
- environ 6 500 000 cols en 2023, dont 1 000 000 de bouteilles de crémant de Bourgogne (en 2015 : 5,7 millions de bouteilles commercialisées) ;
- une production se répartissant à raison de 80 % de vin blanc issu du cépage chardonnay, 18 % de crémant de Bourgogne et 2 % de bourgogne rouge, mâcon rouge et bourgogne aligoté (chiffres 2021) ;
- une commercialisation réalisée à 60 % sous forme de bouteilles (écoulées pour moitié en France et pour moitié dans le reste du monde, notamment en Grande-Bretagne, aux États-Unis, dans les trois pays du Bénélux et en Australie, mais aussi désormais au Japon, en Chine, en Russie, au Canada...) et à 40 % en vrac par l'intermédiaire du négoce, entre autres via les maisons Louis Latour et Bouchard Père & Fils de Beaune (chiffres 2021)[3].

## Historique

### Fondation

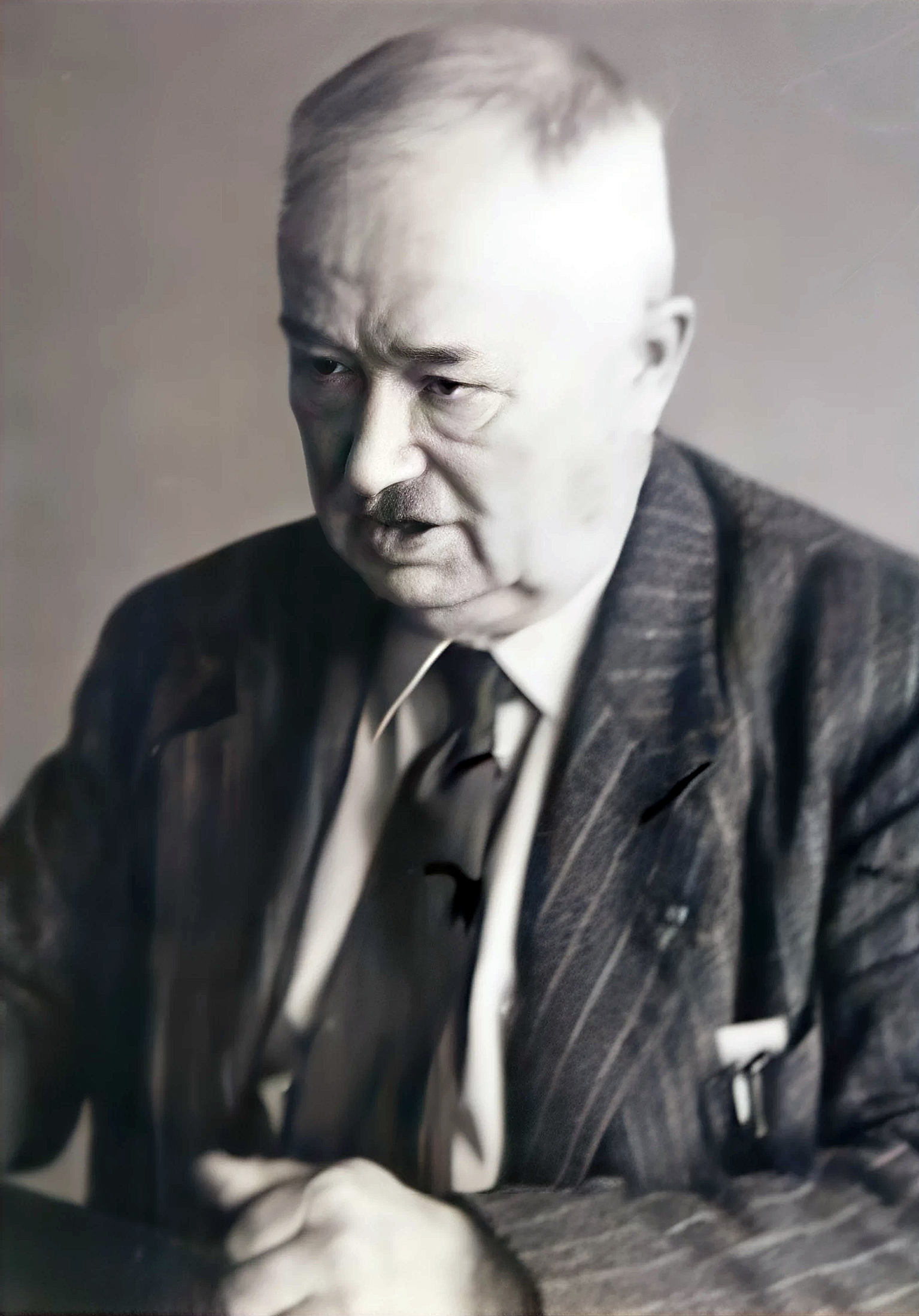
Eugène Blanc (1876-1964), président-fondateur de la coopérative vinicole de Lugny.

Construite au hameau de Collongette, la cave coopérative de Lugny, officiellement fondée le 28 janvier 1927 en tant que société coopérative agricole, est entrée en service pour les vendanges de 1927. Cette coopérative vinicole — la deuxième fondée en Mâconnais, après celle de Saint-Gengoux-de-Scissé — avait pour buts « la fabrication et la vente en commun des vins provenant exclusivement des vendanges des associés, ainsi que la vente des sous-produits provenant de cette récolte et toutes opérations concernant la viticulture ». Elle n'a cessé, depuis, d'être agrandie, modernisée et dotée de matériels perfectionnés.
Capable de stocker huit mille hectolitres de vin à sa création, elle atteint déjà une capacité de vingt-quatre mille hectolitres à la veille de la Seconde Guerre mondiale.
Eugène Blanc (1876-1964), son président fondateur, par ailleurs maire de Lugny et conseiller général du canton de Lugny, la dirige de 1927 à 1959.

### Développement

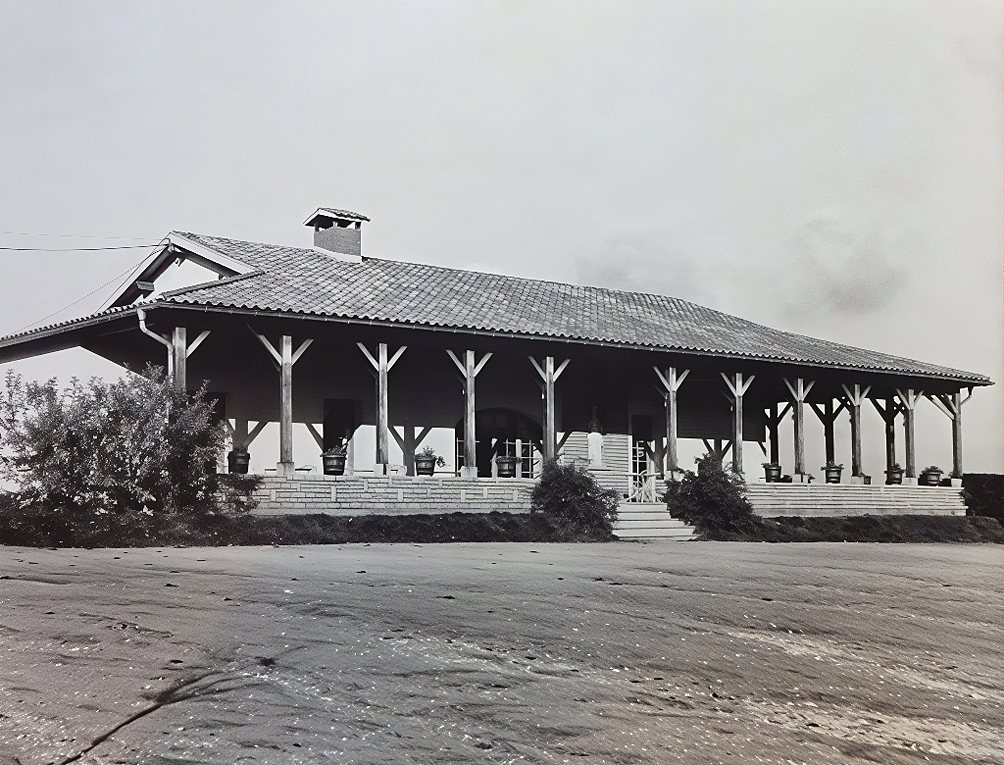
Le caveau de dégustation Saint-Pierre peu après son inauguration (1965).

En septembre 1965, Maurice Vincent étant devenu président, elle crée pour promouvoir et vendre ses vins le « caveau de dégustation Saint-Pierre », établissement dont l'inauguration est organisée en présence d'André Delmas, secrétaire général de la préfecture de Saône-et-Loire.

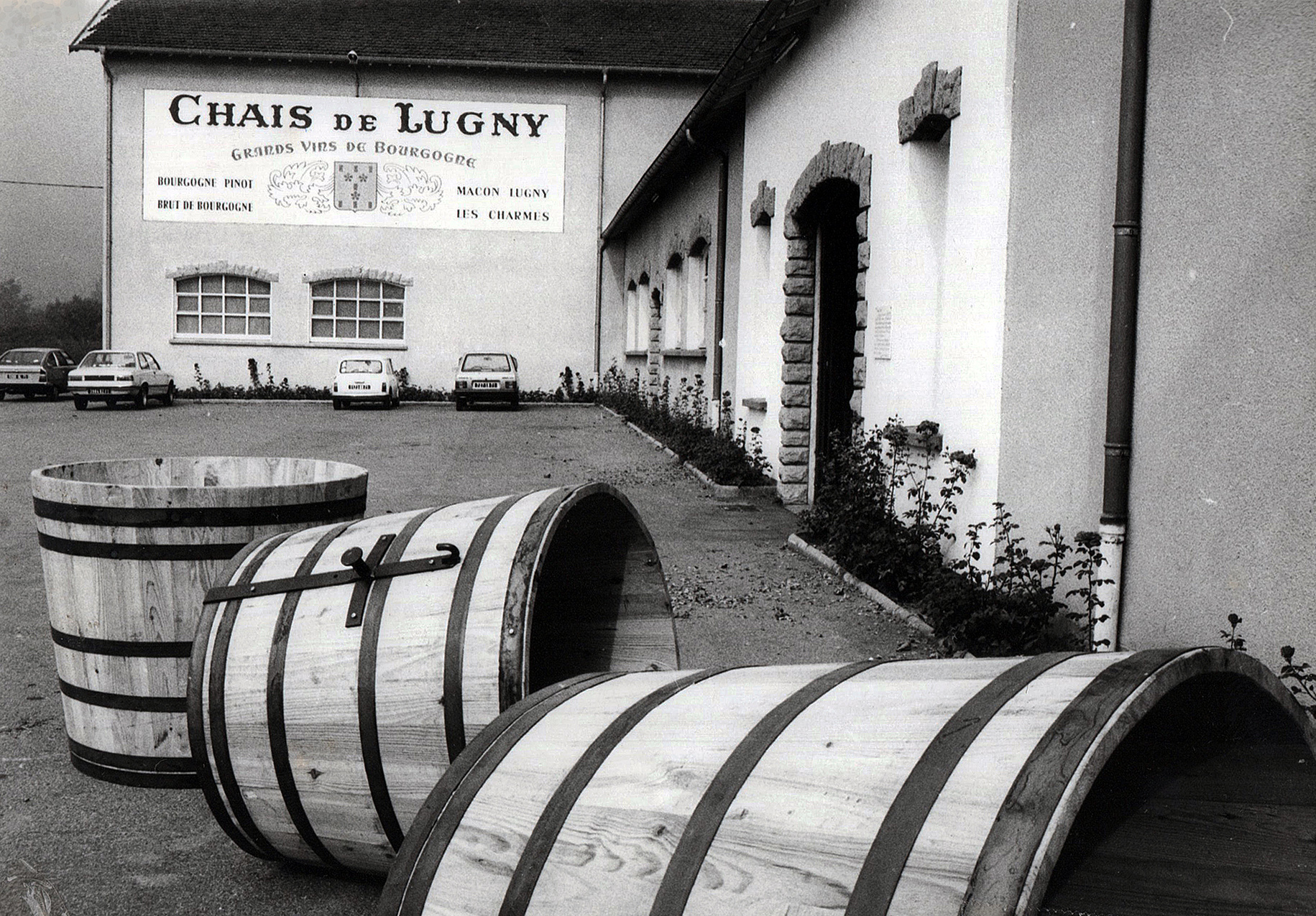
La cave coopérative de Lugny au début des années 80. Le bâtiment du fond, entré en service en 1971, a été modernisé depuis (2016).

Elle se jumelle en 1966 avec la cave coopérative de Saint-Gengoux-de-Scissé, première cave coopérative fondée en Mâconnais (1925), à l'initiative du député-maire de cette commune, Henri Boulay. Cette fusion permet de constituer un ensemble rassemblant les raisins produits dans sept communes du canton de Lugny et de loger 70 000 hectolitres de vins à appellation contrôlée.

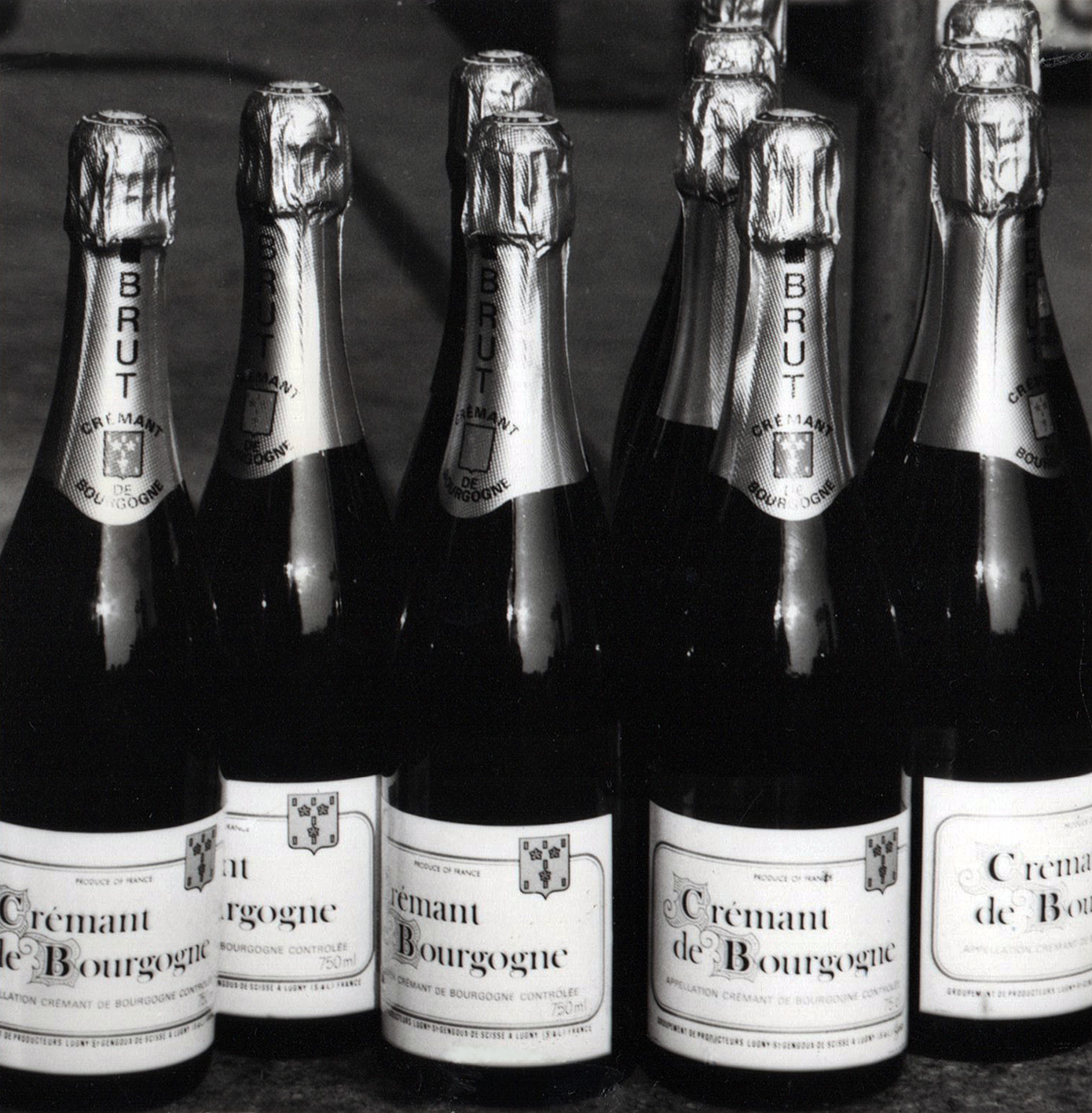
Bouteilles de crémant de Bourgogne aux couleurs du groupement de producteurs Lugny-Saint-Gengoux-de-Scissé (vers 1980).

En 1975, elle se lance dans la production et la commercialisation du crémant de Bourgogne : « C'est à Lugny que fut bâti et mis en service un chai moderne, conçu pour la fabrication et le stockage de 500 000 bouteilles de crémant, selon les règles les plus pures du décret : du raisin coupé à la main, des cagettes au pressoir, du vin de base aux fermentations successives, du dégorgement au dosage, du bouchage à l'habillage des bouteilles. Très belles, richement habillées, les bouteilles de crémant s'en iront aux quatre coins du monde, apporter sur les tables, à l'apéritif ou au dessert, ces instants de grands plaisirs, visuels et gustatifs. » a témoigné Alphonse Grosbon, officier de la Légion d'honneur, fondateur-administrateur de la cave coopérative de Saint-Gengoux-de-Scissé. D'une façon générale, les années 70, sous l'égide du président Maurice Vincent, sont celles de la modernisation commerciale, marquée par la création d'un poste de directeur général en 1971 (successivement occupé par Paul Brunet, jusqu'en 1998, puis par Édouard Cassanet jusqu'en 2023) et par l'ouverture au marché international tout en conservant d'excellents rapports avec le négoce.
En 1979, la coopérative vinifie un total de 63 502 hectolitres (dont 55 072 hectolitres d'AOC Mâcon, Bourgogne et crémant de Bourgogne et 4 211 hectolitres de vins de table), au profit de 469 adhérents-coopérateurs cultivant 844 hectares de vignes réparties sur plusieurs communes du Haut-Mâconnais.

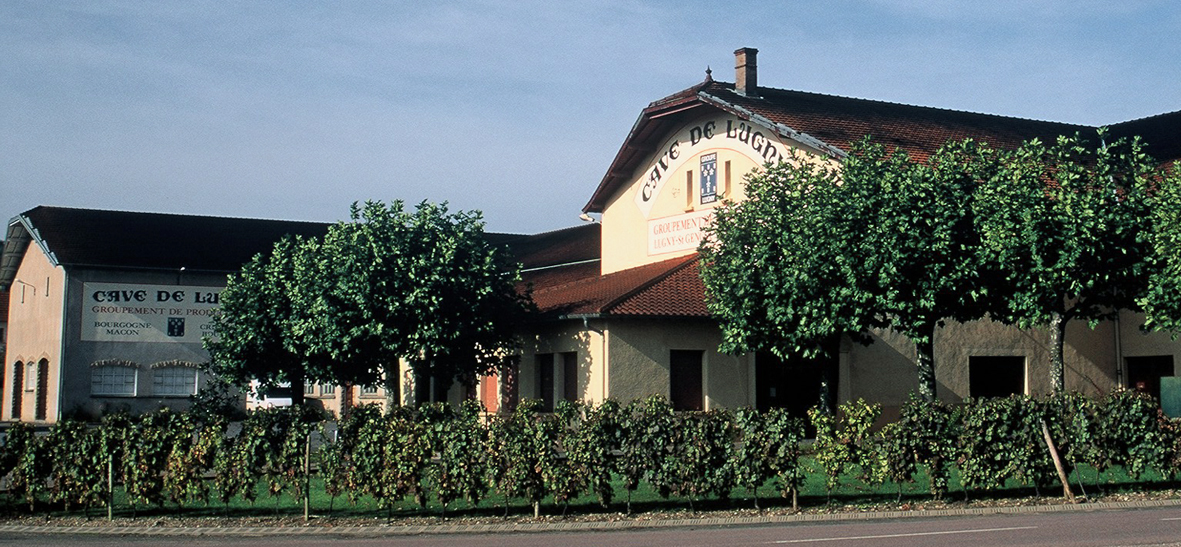
Une partie des bâtiments de la cave coopérative de Lugny (2004).

Elle s'équipe pour les vendanges de 1983 d'une nouvelle construction, destinée à recevoir la « vendange mécanisée ». L'année suivante entre en service une extension de bâtiment vouée au crémant de Bourgogne (stockage et vieillissement sur palette, remuage, habillage et expédition), l'objectif est de porter en deux ans la production annuelle de la coopérative de 250 000 à 400 000 bouteilles. Le Scisséen Charles Jousseau, qui a succédé à Maurice Vincent en 1981, est alors le président du « groupement de producteurs Lugny-Saint-Gengoux ». Les années 80 sont pour le groupement, outre la création du « vendangeoir » et du « chais des crémants », celles de la constitution d'une cuverie inox et de l'adoption d'une chaîne d'embouteillage ultra-performante (dite « Espace 6000 »).
Au terme d'une procédure de fusion-absorption, elle intègre en 1995 la cave coopérative de Chardonnay (représentant 215 hectares d'apport supplémentaire). « Avec 1360 ha de vigne et 240 adhérents, 145 millions de francs de chiffre d'affaires en 1995, la Cave de Lugny occupe le premier rang en Bourgogne et l'une des premières places en France. ». Deux ans plus tôt, en juin 1992, Michel Baldassini a succédé à Charles Jousseau à la tête du groupement de producteurs.
1997 : les efforts réalisés en matière de qualité permettent à la coopérative d'être certifiée ISO 9002.

### Histoire récente

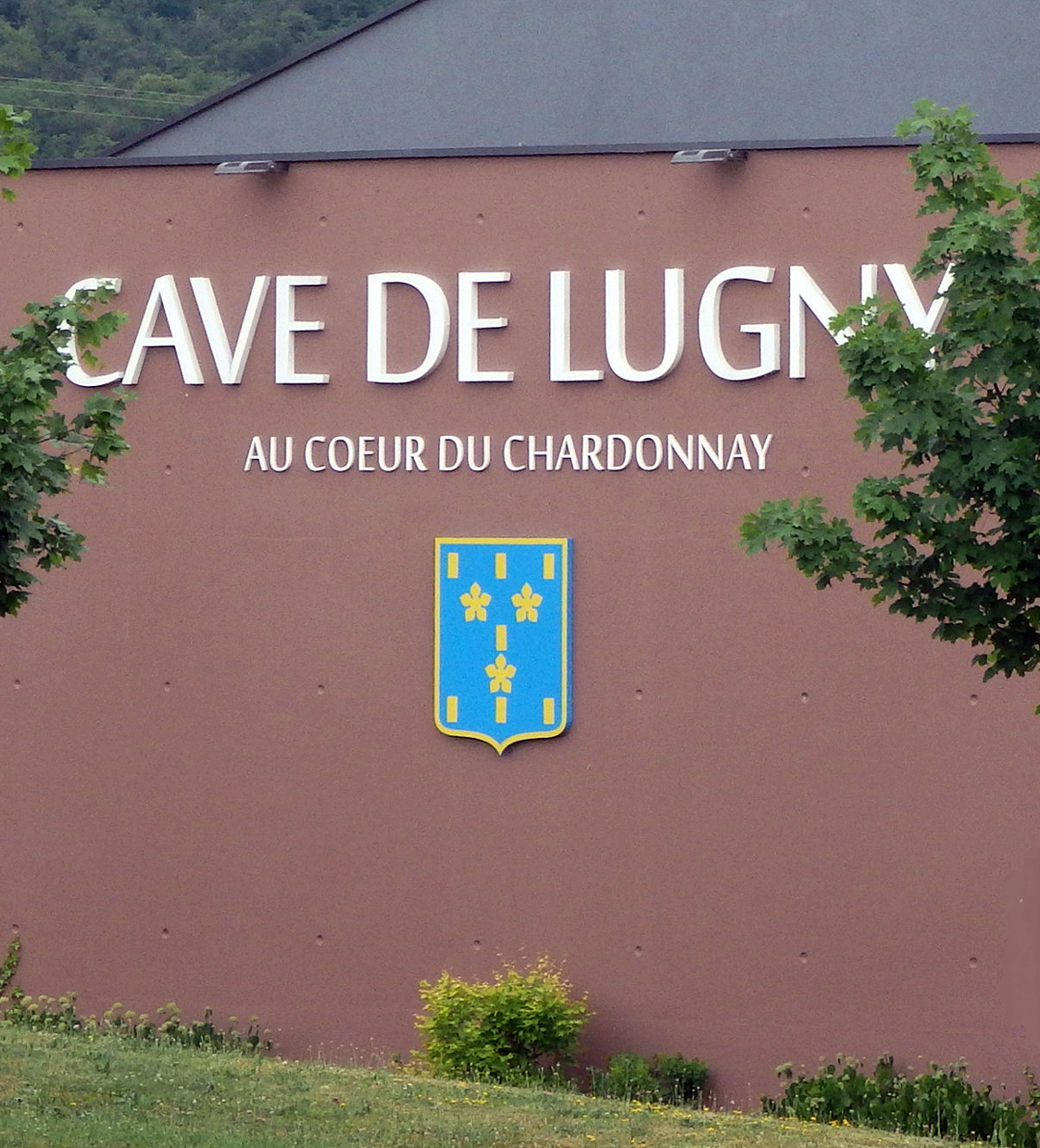
Une coopérative vinicole au cœur du chardonnay : la Cave de Lugny.

Dans les années 2000, la cave totalise 596 adhérents dont 250 exploitants. Ils apportent aux différents chais la production de 1 400 hectares de vignes situés sur vingt-deux communes (les cinq principales étant, par ordre décroissant d'importance, Lugny, Saint-Gengoux-de-Scissé, Péronne, Cruzille et Chardonnay). La production annuelle est alors de 95 000 à 100 000 hectolitres (se répartissant à raison de 80 000 hectolitres en vins AOC blancs et 15 000 hectolitres en vins AOC rouges), commercialisés pour un tiers en « vente directe » (4 000 000 de bouteilles environ) et pour deux tiers en vente au négoce (principales maisons acheteuses : Latour, Bouchard et Dubœuf).
En 2018, après une réflexion sur la place du crémant au sein de la cave et dans l'univers de la consommation des vins, les crémants de Bourgogne produits par la Cave de Lugny – blanc, rosé, blanc de blancs, blanc de noirs et millésimé – sont nommés « Sainchargny », acronyme constitué à partir du nom des trois villages ayant fait l'histoire de la cave (Saint-Gengoux-de-Scissé, Chardonnay et Lugny). À partir de cette date, la signature « Cave de Lugny » est réservée aux seuls vins tranquilles produits par la coopérative. Cette même année, la cave commercialise la cuvée « Immémorial », ayant un vieillissement de trente-six mois sur lattes.
Le 29 juin 2019, trente ans après l'entrée en service de son précédent magasin de vente, la Cave poursuit son développement en inaugurant un nouveau lieu de vente dénommé « La Boutique ».
En 2021, après trois récoltes dites de conversion, la Cave de Lugny a commercialisé son premier vin certifié en agriculture biologique (certifié label AB) : un Mâcon-villages issu de 10 hectares de vignobles cultivés par des vignerons regroupés sous l'identité « Domaine de la Croix Salain ». Dans la même « veine », pour mettre à l'honneur la diversité et la richesse de son territoire et s'engager à protéger et favoriser la biodiversité de son vignoble, elle commercialise cette même année une cuvée de Mâcon-Chardonnay (nommée La Pie masquée) issue de 23 hectares de vignes situées à Plottes, parcelles présentant la particularité d'être implantées sur une zone naturelle d'intérêt écologique, faunistique et floristique (ZNIEFF). Trois ans plus tard, en 2024, la Cave de Lugny propose pour la première fois un crémant de Bourgogne (blanc) certifié label AB, dénommé Orée.

## Vignoble

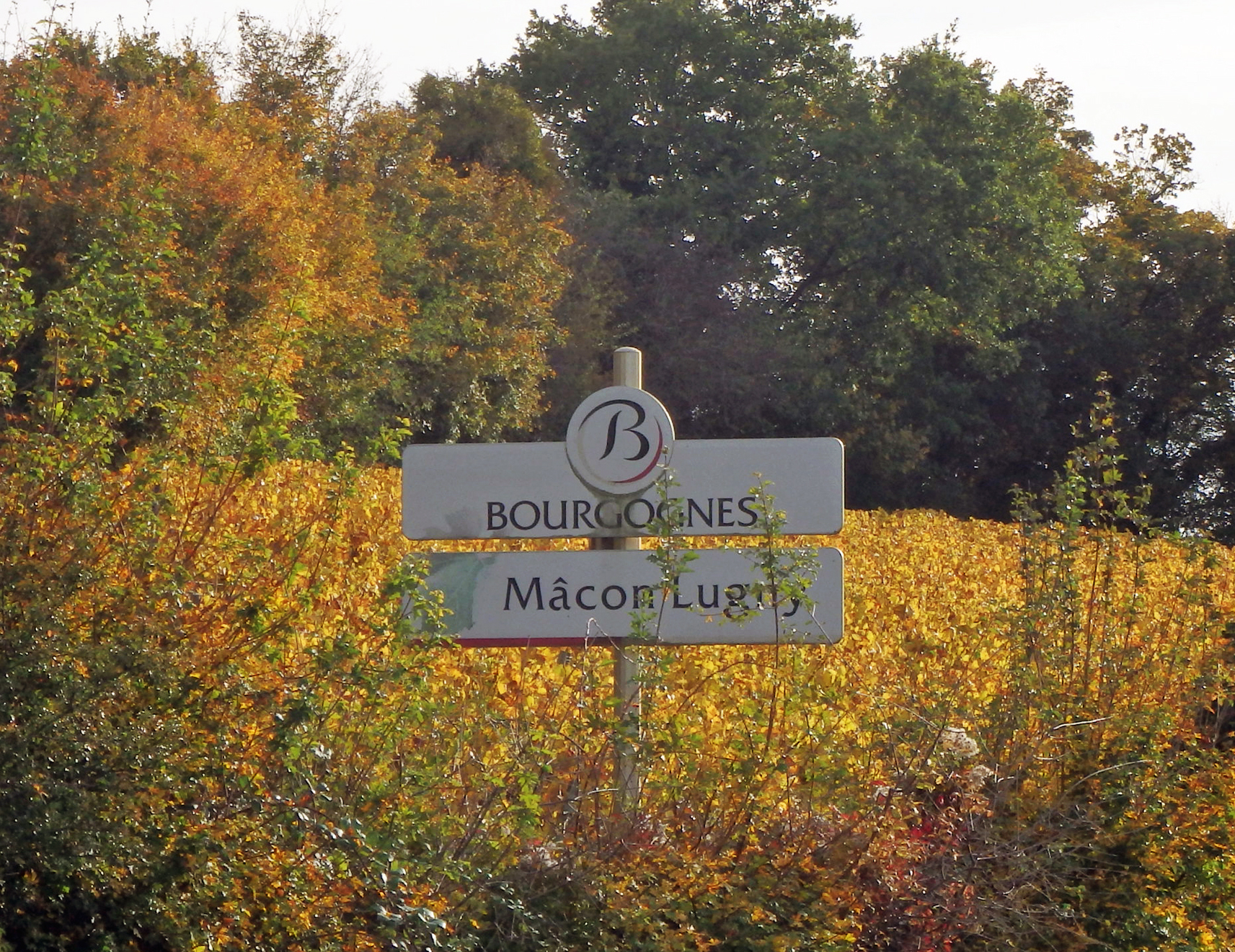
Une appellation AOC réputée du vignoble du Mâconnais : Mâcon-Lugny.

En 2024, les associés ont en production 1 237 hectares de vigne (répartis sur le territoire de vingt-six communes), dont 1 100 plantés en chardonnay.

## Produits

Les vignobles du Mâconnais.

La coopérative propose une trentaine de cuvées, qui se déclinent en vins blancs, rouges ou rosés, crémant de Bourgogne et vendanges tardives. Des cuvées qui sont régulièrement récompensées au concours général agricole de Paris et au concours des vins de Mâcon.
En ce qui concerne le vin blanc, le mâcon-lugny « Les Charmes », cuvée existant depuis le milieu des années soixante et tirant son nom du plateau du même nom, est le fleuron du groupement.
La Cave de Lugny produit depuis 1975 du crémant de Bourgogne, et un million de bouteilles sont commercialisés chaque année.
Quelque 300 000 bouteilles sont écoulées chaque année par l'intermédiaire des deux magasins de vente dont dispose la Cave, implantés à Lugny et à Chardonnay.

## Logo
La Cave de Lugny a pour symbole le blason qui fut celui de la maison de Lugny, famille noble qui posséda la seigneurie de Lugny jusqu'à l'extinction de sa branche aînée, à la fin du XVIe siècle. Elle avait pour armes : « D'azur à trois quintefeuilles d’or, accompagnées de sept billettes du même, trois en chef, une en cœur et trois en pointe ».

## Œnotourisme

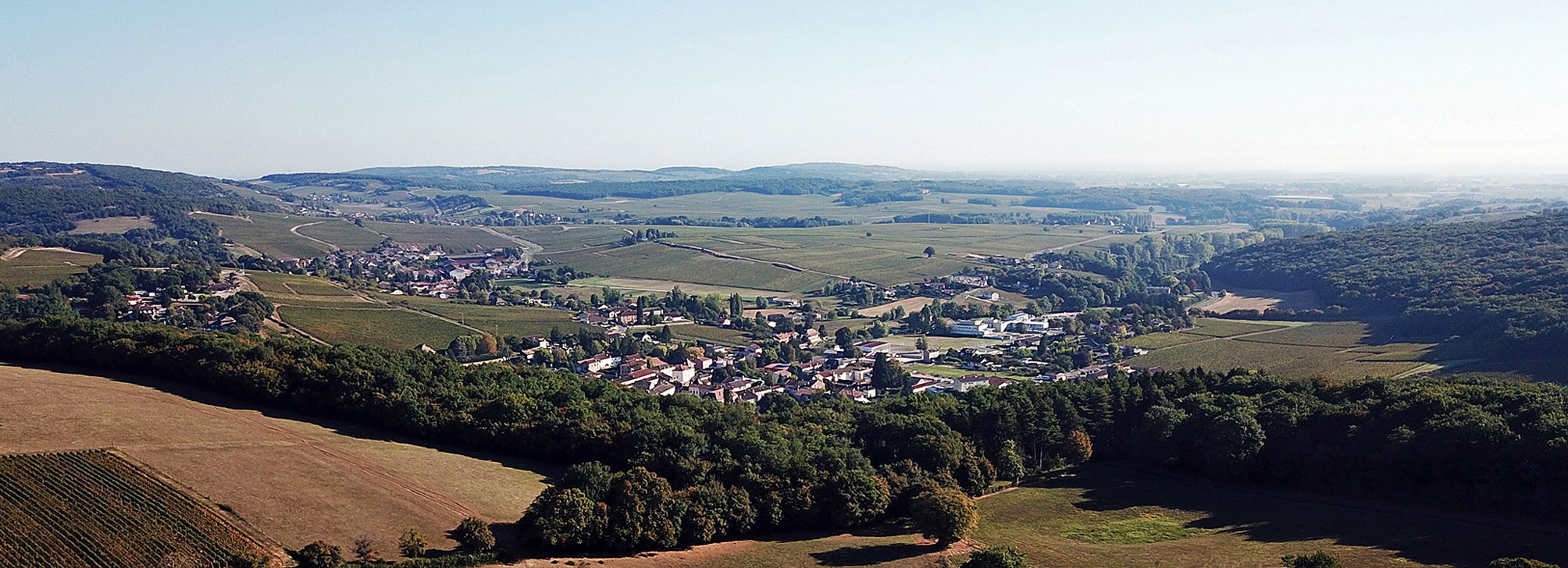
Vue panoramique de Lugny et de ses vignobles (2018).

Au printemps 2021, la Cave a lancé une activité œnotouristique de découverte du terroir de Lugny, « Rando Vignes », reposant sur des balades organisées en trottinette électrique dans le vignoble du plateau des Charmes.
En outre, le « Chemin des Charmes », aménagé sur 1,5 kilomètre et dont le point de départ est la terrasse de la boutique de la Cave, permet de se familiariser avec le terroir viticole de Lugny, en perçant certains des secrets de la vigne et du célèbre plateau des Charmes. À découvrir au fil des panneaux d'information : le vignoble, le paysage, le sol et l’histoire presque centenaire de la coopérative vinicole de Lugny (45 minutes, 30 mètres de dénivelé, accès libre).

## Prix des Charmes
Chaque année en mai, la Cave de Lugny organise son traditionnel prix des Charmes (15e édition en 2019), manifestation qui repose sur une exposition rassemblant de nombreux artistes (sur le thème de la vigne et du vin), une visite de ses installations et une dégustation de ses cuvées.